# Тюбетеєво
Тюбете́єво (рос. Тюбетеево, башк. Тәүәтәй) — присілок у складі Альшеєвського району Башкортостану, Росія. Входить до складу Чебенлинської сільської ради.
Населення — 287 осіб (2010; 350 в 2002).
Національний склад:
- башкири — 100 %